# Edge (wrestler)
Edge, właśc. Adam Joseph Copeland (ur. 30 października 1973 w Orangeville w prowincji Ontario) – kanadyjski wrestler. Zdobywca tytułu Royal Rumble (2021). Zakończył karierę 11 kwietnia 2011 r. na SmackDown, ze względu na neuropraksję (zablokowanie funkcji nerwów). Dalszy aktywny udział Edge’a na ringu był niemożliwy, gdyż mógłby doprowadzić do paraliżu, a nawet śmierci. Powrócił na Royal Rumble (2020) meczu z numerem 21.
Zdobył sławę jako członek tag-teamu Edge & Christian, u boku swojego przyjaciela Jasona Reso, znanego pod pseudonimem Christian. Zdobył 12 tytułów tag team w federacji WWE, dzięki czemu jest rekordzistą w liczbie zdobyć pasa tag-teamów. Edge 4 razy posiadał pas WWE Championship, oraz 7 razy pas World Heavyweight Championship, jest to także rekord w liczbie zdobycia pasów World Heavyweight Champion. W 2001 wygrał turniej King of the Ring, a w 2005 Money In The Bank Ladder Match na WrestleManii 21. Edge powrócił na gali Royal Rumble 2010 po półrocznej przerwie i w tym samym roku wygrał Royal Rumble Match. Na WrestleManii 27. obronił pas przeciwko Alberto Del Rio. W kwietniu 2011 oznajmił koniec kariery z powodu problemów zdrowotnych. Na SmackDown! 15 kwietnia 2011 odbyło się oficjalne pożegnanie Edge’a. 31 marca 2012 został on oficjalnie wprowadzony jako nowy członek WWE Hall of Fame. Powrócił do WWE na Royal Rumble 2020 wyszedł z numerem 21 i został wyeliminowany jako przedostatni. Następnego dnia na Raw został zaatakowany przed Randyego Ortona. Następnie wyzwał go na walkę na Wrestelemanie, Edge wygrał, a Randy zażądał rewanżu na Backlash i udało mu się to. Na gali Royal Rumble 2021 wygrał Royal Rumble Match. Jest trzecim w historii WWE wrestlerem, który wygrał Royal Rumble Match jako zawodnik, który wyszedł z numerem 1.

## Kariera wrestlera

### Początki
Zadebiutował w 1992. Na początku, w latach dziewięćdziesiątych XX wieku Copeland brał udział w walkach koła niezależnego w Ontario. Stał się członkiem tag teamu Sex and Violence, współtworząc go z Joem Legendem. W roku 1997 ich tag team stał się częścią stajni pod nazwą Thug Life, w skład której wchodzili Legend, Hardcastle, Christian Cage (przyjaciel Copelanda z dzieciństwa, Jason Reso), Bill Skullion i Rhino Richards. W ciągu swojej kariery w kole niezależnym, Adam Copeland zdobył ICW/MWCW Midwest Unified Tag Title wraz z Joe Legend.
Hardcastle i Cage byli znani jako Hard Impact przed zmianą nazwy na The Suicide Blondes. Występowali również w Japonii pod nazwą Canadian Rockers. Copeland wystąpił także na jednym z odcinków WCW Pro pod pseudonimem Damon Striker.
Copeland otrzymał szansę wystąpienia w walce w WWF (znanym teraz jako WWE) w roku 1996. Miał w tym swój udział Bret Hart, który już wcześniej widział jego występy. W 1997 roku Adam Copeland podpisał kontrakt z WWF. Od tej pory przybrał nazwę Sexton Hardcastle, jego pierwszy występ w tej federacji miał miejsce dzień po odejściu z niej Breta Harta.

### World Wrestling Federation/Entertainment

#### Debiut, Edge and Christian (1998–2001)
W 1998 roku Copeland miał swój debiut telewizyjny. 22 czerwca na jednym z odcinków Raw is War pojawił się jako Edge, samotnik, który wchodził na ring przedzierając się przez tłum ludzi zgromadzonych na arenie. Jego gimmick opierał się na tym, że był osobą chodzącą po ulicach bez celu, atakując przechodniów. Podczas pierwszego występu telewizyjnego, Edge zmierzył się z Jose Estrada, Jr. Wygrał tę walkę przez odliczenie przeciwnika poza ringiem. Pierwszy raz wystąpił na pay-per-view podczas gali SummerSlam. Był tajemniczym partnerem tag teamowym Sable, a walczyli przeciwko Jacqueline i Markowi Mero. Edge i Sable wygrali ten pojedynek.
Edge zdobył swój pierwszy tytuł mistrzowski WWE Intercontinental Championship 22 lipca 1999 roku pokonując Jeffa Jarretta. Stracił pas kolejnego wieczoru, na gali Fully Loaded.

#### Mistrz Interkontynentalny i różne konflikty (2001–2003)
Edge umocnił swoją pozycję jako solowego zawodnika poprzez wygranie w 2001 roku turnieju King of the Ring. Edge prowadził konflikt z Christianem, który zdradził go niedługo po zakończeniu historii (storyline) z inwazją. Rywalizowali oni o tytuł Interkontynentalny i stoczyli pojedynki na SummerSlam i Unforgiven, gdzie Edge stracił tytuł, jednakże później go odzyskał. W następnej kolejności Edge stracił tytuł Interkontynentalny na rzecz Testa i krótko po tym zdobył tytuł WCW United States pokonując Kurta Angle. Na Rebellion, Edge pokonał Christiana, a na Survivor Series Testa unifikując mistrzostwa Interkontynentalne i Stanów Zjednoczonych.
Potem Edge został umieszczony w konflikcie z Williamem Regalem. Najpierw Edge pokonał Regala na Vengeance i obronił tytuł Interkontynentalny, jednakże stracił go na rzecz Regala na Royal Rumble 2002. Na No Way Out doszło do rewanżu, gdzie William Regal obronił tytuł. 3 marca 2002 roku na Sunday Night Heat, Edge pokonał Mr. Perfecta, a na WrestleManii X8 pokonał Bookera T. Podczas Draftu Edge został przeniesiony z RAW na SmackDown!.
Po przeniesieniu rozpoczął konflikt z Kurtem Angle. Na Backlash Angle pokonał Edge’a, a na gali Judgement Day w maju doszło do rewanżowego pojedynku hair vs hair. Edge zwyciężył i ogolił głowę Angle’a. Na SmackDown! z dnia 30 maja, Edge pokonał Kurta Angle w Steel Cage Matchu kończąc ich konflikt. Podczas walki Edge odniósł kontuzję ręki, która wyeliminowała go z akcji na miesiąc. Podczas SmackDown! z dnia 4 lipca 2002 roku Edge wygrał Mistrzostwo Świata Tag Team razem z Hulkiem Hoganem. Edge i Hogan stracili tytuły na rzecz Christiana i Lance’a Storma na Vengeance. Na SummerSlam Edge pokonał Eddiego Guerrero, jednak przegrał z nim na Unforgiven. Ostatni raz spotkali się kilka dni później na SmackDown! w pojedynku bez dyskwalifikacji, który to Edge wygrał kończąc ich rywalizację.
Edge i Rey Mysterio Jr. stworzyli drużynę i uczestniczyli w tytule o nowo utworzone mistrzostwo WWE Tag Team Championship. Przegrali oni z Kurtem Angle i Chrisem Benoit w finałach turnieju na No Mercy. Walka ta została uznana Walką Roku przez Wrestling Observer Newsletter. Na Smackdown! z dnia 24 października Edge i Mysterio pokonali Los Guerreros i zostali pretendentami do mistrzostwa. Na Rebellion Edge zmierzył się z Brockiem Lesnarem i Paulem Heymanem w Handicap Matchu o Mistrzostwo WWE, gdzie Lesnar obronił tytuł. Na SmackDown! z dnia 7 listopada, Edge i Rey Mysterio pokonali Angle’a i Benoit i wygrali mistrzostwo WWE Tag Team Championship. Wkrótce stracili oni tytuły na rzecz Los Guerreros na Survivor Series. Po stracie tytułów zawodnicy rozwiązali drużynę.
19 stycznia 2003 roku Edge wziął udział w 30-osobowym Royal Rumble Matchu, gdzie wyeliminował trzech przeciwników, ale sam został wyeliminowany przez Chrisa Jericho. Edge później utworzył drużynę z Chrisem Benoit i zmierzyli się z Team Angle (Kurt Angle, Charlie Haas i Shelton Benjamin) w serii pojedynków singlowych i drużynowych. Przed No Way Out Edge doznał poważnej kontuzji karku. 17 lutego Edge został zaatakowany na zapleczu gali, co usprawiedliwiło zniknięcie tej postaci z telewizji do końca roku.

#### Rok 2009
Podczas gali PPV Royal Rumble po raz czwarty został WWE Championem pokonując Jeffa Hardy’ego. Na gali No Way Out stracił on pas mistrza przegrywając w Smackdown Elimination Chamber match.
Przed Night of Champions zerwał ścięgno Achillesa, co wyeliminowało go ze sportu na kilkanaście miesięcy. Jego miejsce w tag teamie z Jericho zajął „Big Show”.

#### Rok 2010–2012
Edge powrócił bez zapowiedzi jako 29. uczestnik Royal Rumble matchu. Wygrał eliminując jako ostatniego Johna Cenę, zapewniając sobie walkę o pas mistrzowski na WrestleManii 26 przeciwko Chrisowi Jericho, z którym walkę przegrał. Na Fatal 4 way walczył w walce o pas WWE Championship w Fatal 4 way matchu, ale nie wygrał pasa. Na night of champions walczył w six pack challenge matchu o pas mistrzowski WWE, ale pasa nie zdobył. Walkę ostatecznie wygrał Randy Orton. Na Survivor Series 2010 zmierzył się z Kanem, a stawką był pas mistrza świata wagi ciężkiej. Ostatecznie był remis. Na TLC 2010 zdobył tytuł mistrza świata wagi ciężkiej w Fatal 4 way TLC match, pokonując Kane’a, Alberto Del Rio i Reya Mysterio. Na gali Royal Rumble 2011 obronił tytuł mistrza świata wagi ciężkiej przeciwko Dolphowi Zigglerowi. Na Elimination Chamber 2011 obronił tytuł po raz drugi. Na Wrestlemanii 27. obronił tytuł mistrzowski wagi ciężkiej, pokonując Alberto Del Rio. Na Raw 11 kwietnia 2011 zakończył karierę wrestlera ze względu na symptomy neuropraksji. Na Smackdown 15 kwietnia 2011 odbyło się oficjalne pożegnanie Edga. 31 marca 2012 roku, dzień przed Wrestlemanią, Adam został wprowadzony do Hall of Fame. Na RAW tuż przed Extreme Rules 2012 Rated R Superstar znów się pokazał. Tym razem po to, aby uświadomić Cenie, że musi zwyciężyć na ER. Jego słowa okazały się pomocne. Na ER 2012 John Cena wygrał z Brockiem Lesnarem.
Powrót (2020–2021)
Na gali Royal Rumble 2020 Edge powrócił z nr 21 po 9 latach przerwy do ringu, jednak pojedynku nie wygrał. Następnej nocy na Raw został zaatakowany przez swojego byłego tag team partnera Randy’ego Ortona. W następnym tygodniu Orton zaatakował również żonę Edge’a Beth Phoenix i wykonał na niej RKO. Po tych wydarzeniach Edge wyzwał Ortona na Last Man Standing Match na WrestleManii 36., z którego zwycięsko wyszedł Kanadyjczyk. Rywalizacja jednak nie skończyła się, ponieważ Orton stwierdził, że na WrestleManii ostatnim na nogach był Edge, jednak nie udowadnia to, że jest on lepszym wrestlerem i wyzwał Edge’a na klasyczny pojedynek wrestlingowy na gali Backlash. Walkę wygrał Orton, a Edge doznał urazu, co wykluczyło go z walk do końca roku.
Edge powrócił 25 stycznia 2021 na Raw i ogłosił swój udział w Royal Rumble matchu. Do walki wszedł z numerem 1 i wygrał walkę, jako trzeci w historii, zwyciężając ten pojedynek, walcząc z numerem 1. Na swojego przeciwnika na WrestleManię wybrał mistrza Universal Romana Reignsa. W międzyczasie do konfliktu między tą dwójką włączył się Daniel Bryan, który dostał walkę z Romanem Reignsem na Elimination Chamber o pas WWE Universal, jednak przegrał ją błyskawicznie, ponieważ odbyła się ona chwilę po Elimination Chamber Matchu o miano pretendenta, który Bryan wygrał. Bryan jednak wywalczył sobie miano pretendenta i na gali WWE Fastlane walczył ponownie z Reignsem. Prowadził w tym czasie mały konflikt z Edge’em twierdząc m.in., że on również powinien brać udział w walce na WrestleManii o pas, ponieważ odbył więcej walk niż Reigns i Edge razem wzięci w tym roku. Na Fastlane wskutek interwencji Edge’a Reigns obronił pas. Tym samym też Edge z bycia face’em stał się tweenerem. Na kolejnym SmackDown Bryan żądał walki o pas Universal na WrestleManii, ponieważ poddał on Reignsa, jednak sędzia tego nie widział. Ostatecznie Adam Pearce ogłosił, że na WrestleManii dojdzie do triple threat Matchu. Podczas Wrestlemanii Kanadyjczykowi nie udało się zdobyć tytułu. Po Wrestlemanii Edge nie pokazywał się przez 2 miesiące. Powrócił w czerwcu na SmackDown atakując Romana Reignsa i zażądał walki o pas Universal. Walkę jednak przegrał wskutek interwencji Setha Rollinsa. Kilka tygodni później wyzwał Rollinsa do walki na SummerSlam, które Rollins przyjął.

## Osiągnięcia
- Insane Championship Wrestling

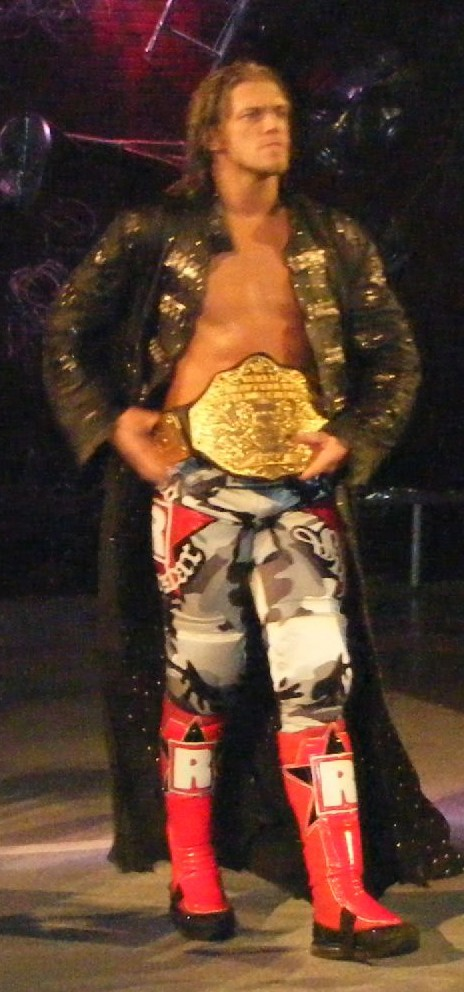
Edge jako mistrz świata wagi ciężkiej

  - 2× ICW Street Fight Tag Team Championship – z Christianem
- New Tokyo Pro Wrestling
  - 1× NTPW Pro Tag Team Championship – z Christianem
- Southern States Wrestling
  - 1× SSW Tag Team Championship – z Christianem
- World Wrestling Federation / World Wrestling Entertainment
  - 7× World Heavyweight Championship
  - 12× World Tag Team Championship – z Christianem (7), Chrisem Benoit (2), Hulkiem Hoganem (1), Randym Ortonem (1) i Chrisem Jericho (1)
  - 4× WWE Championship
  - 5× WWF/E Intercontinental Championship
  - 1× WCW United States Championship
  - 2× WWE Tag Team Championship – z Reyem Mysterio (1) Chrisem Jericho (1)
  - Czternasty Triple Crown Champion
  - King of the Ring (2001)
  - Money in the Bank (2005, 2007)
  - Royal Rumble (2010, 2021)
  - Slammy Award za Couple of the Year (2008)
  - Slammy Award za „Oh Snap” Meltdown of the Year (2010)
- Nagrody Pro Wrestling Illustrated
  - PWI Comeback of the Year (2004)
  - PWI Feud of the Year (2005) with Lita vs. Matt Hardy
  - PWI Feud of the Year (2006) vs. John Cena
  - PWI Match of the Year (2000) z Christianem przeciwko The Dudley Boyz i The Hardy Boyz w Triangle Ladder match na WrestleManii 2000
  - PWI Match of the Year (2001) z Christianem przeciwko The Dudley Boyz i The Hardy Boyz w TLC matchu na WrestleManii X-Seven
  - PWI Most Hated Wrestler of the Year (2006)
  - PWI Most Improved Wrestler of the Year (2001)
- Nagrody Wrestling Observer Newsletter
  - Match of the Year (2002) z Reyem Mysterio przeciw Kurtowi Angle and Chrisowi Benoit na No Mercy
  - Tag Team of the Year (2000) z Christianem
  - Worst Feud of the Year (2010) przeciw Kane’owi
  - Worst Worked Match of the Year (2008) przeciw Vladimirowi Kozlovowi i Triple H na Survivor Series